# Éclipse solaire du 11 juillet 2029
L'éclipse solaire du 11 juillet 2029 sera la 21ᵉ éclipse partielle du XXIe siècle.

## Zone de visibilité
L'éclipse sera visible au niveau de l'Amérique du Sud et de l'Antarctique.